# David Lewis (acteur canadien)
Pour les articles homonymes, voir David Lewis et Lewis.
David Fouts dit David Lewis est un acteur canadien, né le 4 août 1976 à Vancouver, en Colombie-Britannique (Canada). Il se fait connaître grâce à son rôle de Kevin Mitchum dans la série télévisée Hope Island (en) (1999-2000), ainsi que des personnages dans Esprits criminels et Mes parrains sont magiques, le film : Grandis Timmy, dans les téléfilms Mes parrains fêtent Noël et A Fairly Odd Summer (en) et au cinéma dans Lake Placid, L'Effet papillon 2, Harper's Island et Icarus.

## Biographie

### Vie privée
En septembre 2019, David Lewis révèle, dans une interview, qu'il a un enfant.[réf. nécessaire]

## Carrière
En 1983, David Lewis apparaît pour la première fois à la télévision, dans le rôle du batteur dans le téléfilm comique Copper Mountain de David Mitchell.
En 1999, il décroche le rôle de Kevin Mitchum dans la série télévisée Hope Island (en), jusqu'en 2000. Même année, il joue Walt Lawson, un agent de la protection des eaux et forêts qui est massacré par un crocodile marin, dans le film d'horreur Lake Placid de Steve Miner.
En 2006, il devient Dave Bristol dans le film de science-fiction L'Effet papillon 2 (The Butterfly Effect 2) de John R. Leonetti.
En 2009, il tient le rôle Richard Allen, père de Madison (interprétée par Cassandra Sawtell (de), dans la mini-série horrifique Harper's Island
En 2021, il apparaît dans le rôle de M. Pace dans le film d'horreur Killer Game (There's Someone inside Your House) de Patrick Brice, sur Netflix. Une adaptation du roman homonyme de Stephanie Perkins (en) (2017).

## Filmographie

### Cinéma

#### Longs métrages
- 1985 : Les Débiles de l'espace (Morons from Outer Space) de Mike Hodges : le policier
- 1988 : Tales from the Gimli Hospital de Guy Maddin : Gimli Manfolk / le patient
- 1995 : Hollywood Dreams Take 2 de Ralph E. Portillo : Stan
- 1997 : Laws of Deception de Joey Travolta : Bob
- 1997 : The F-Zone de Mike Hansel : le patron de la librairie
- 1998 : La Maison-Blanche ne répond plus (Loyal Opposition) de Mark Sobel : l'homme de sécurité en avion, no 2
- 1998 : Air Bud 2 (Air Bud: Golden Receiver) de Richard Martin : Herb
- 1999 : Lake Placid de Steve Miner : Walt Lawson
- 1999 : Limp de Duane Lavold : Ian
- 2000 : MVP: Most Valuable Primate de Robert Vince : l'organiste
- 2001 : The Proposal de Richard Gale : le barman
- 2002 : Compte à rebours mortel ( D-Tox) de Jim Gillespie : le bijoutier
- 2002 : Appel au Meurtre (Liberty Stands Still) de Kari Skogland : l'homme d'affaire
- 2002 : La Castagne 2 : Les Briseurs de glace (Slap Shot 2: Breaking the Ice) : Rick Cooper (Video)
- 2002 : K-9: P.I. : Jack Von Jarvis (Video)
- 2002 : Halloween: Resurrection de Rick Rosenthal : Bob Green
- 2002 : Debating Christ de Murray Stiller : Tom
- 2003 : How It All Went Down de Silvio Pollio : Andy
- 2003 : Paycheck de John Woo : Suit
- 2003 : See Grace Fly de Pete McCormack : Gerry, le facteur
- 2004 : Final Cut (The Final Cut) d'Omar Naim : le père
- 2004 : FBI : Fausses blondes infiltrées (White Chicks) de Keenen Ivory Wayans : Josh
- 2005 : Edison de David J. Burke : M. Crow
- 2005 : Un long week-end (The Long Weekend) de Pat Holden : un ami d'Ed
- 2006 : Firewall de Richard Loncraine : Rich
- 2006 : Alien Incursion de Jeffery Scott Lando : Stevie
- 2006 : L'Effet papillon 2 (The Butterfly Effect 2) de John R. Leonetti : Dave Bristol
- 2006 : Voisin contre voisin (Deck the Halls) de John Whitesell : Ted
- 2007 : Nom de code: The Cleaner (Code Name: The Cleaner) de Les Mayfield : l'homme dans la voiture
- 2007 : Un enfant pas comme les autres (Martian Child) de Menno Meyjes : Leonard
- 2007 : Locked Out de Derek K. Milton : Lorne
- 2008 : Girlfriend Experience d'Ileana Pietrobruno : Daniel
- 2008 : Le jour où la Terre s'arrêta (The Day the Earth Stood Still) de Scott Derrickson : un agent en civil
- 2009 : Helen de Sandra Nettelbeck : Dr Barnes
- 2009 : Personal Effects de David Hollander : Brice
- 2009 : Zombie Punch de Silver Kim : Tyler
- 2009 : Possession de Joel Bergvall et Simon Sandquist : Père David
- 2010 : Icarus de Dolph Lundgren : M. Graham
- 2010 : Guido Superstar: The Rise of Guido de Silvio Pollio : Jesse Jack
- 2011 : Donovan's Echo de Jim Cliffe : Kit
- 2011 : Drôles d'oiseaux (The Big Year) de David Frankel : un ornithologue dégingandé
- 2012 : Sous surveillance (The Company You Keep) de Robert Redford : l'agent de FBI Lewis
- 2012 : Camera Shy de Mark Sawers : le policier Duvall
- 2013 : Man of Steel de Zack Snyder : Major Laramore
- 2013 : Lessons in love (Words and Pictures) de Fred Schepisi : Tom, le barman
- 2013 : Evangeline de Karen Lam : M. K
- 2014 : Bad City de Carl Bessai : John Johnderson
- 2015 : No Men Beyond This Point de Mark Sawers : l'homme d'affaire, en 1950
- 2015 : The Marine 4: Moving Target : l'officier Scott (Video)
- 2015 : Hidden de Matt et Ross Duffer : le lieutenant reniflard
- 2016 : The Master Cleanse de Bobby Miller : Terry
- 2016 : Candiland de Rusty Nixon : Don
- 2017 : The Cannon de Marshall Axani : Joseph
- 2017 : 7 from Etheria de Rebecca Thomson et Barbara Stepansky : Alex (segment Stalled)
- 2018 : Violentia de Ray Raghavan : Dr Adam Anderson
- 2018 : How It Ends de David M. Rosenthal : l'homme du wagon
- 2018 : The Prodigal Dad de Robert Wenzek : Jasper
- 2018 : Bloody Bits: Shorts Compilation Vol. 2 de Victoria Angell : le père (segment Summoned)
- 2019 : L'Incroyable Aventure de Bella (A Dog's Way Home) de Charles Martin Smith : un promeneur
- 2019 : Child's Play : La Poupée du mal (Child's Play) de Lars Klevberg : Shane
- 2019 : The Art of Racing in the Rain de Simon Curtis : le procureur
- 2020 : All Joking Aside de Shannon Kohli : Pete
- 2020 : The Curse of Willow Song de Karen Lam : Harold
- 2021 : Killer Game (There's Someone inside Your House) de Patrick Brice : M. Pace

### Télévision

#### Téléfilms
- 1983 : Copper Mountain de David Mitchell : le batteur
- 1992 : Kamarades de bese-ball (The Comrades of Summer) de Tommy Lee Wallace : Marine Pitcher
- 1994 : La Course à l'amour (Love on the Run) de Ted Kotcheff et Julie Lee : le Ranger
- 1995 : 767 en détresse (Falling from the Sky: Flight 174) de Jorge Montesi : Frank Farr
- 1995 : La Rivale (Beauty's Revenge) de William A. Graham : l'officier
- 1996 : Abducted: A Father's Love de Chuck Bowman : l'ordonné
- 1996 : Le Destin de Dina (Color Me Perfect) de Michele Lee : le dissident
- 1997 : Le Rêve impossible (A Child's Wish) de Waris Hussein : Rick
- 1997 : Breaking the Surface: The Greg Louganis Story de Steven Hilliard Stern : l'officier #1
- 1998 : Voyage of Terror de Brian Trenchard-Smith : Ned Simon
- 1998 : Piège sur Internet (Every Mother's Worst Fear) de Bill Norton : Bruce
- 1999 : Choc mortel (Fatal Error) d’Armand Mastroianni : Ned Henderson
- 2000 : L'Histoire de Linda McCartney (The Linda McCartney Story) d’Armand Mastroianni : Danny Field
- 2000 : Special Delivery de Mark Jean : Jack Beck
- 2001 : La Robe de mariée (The Wedding Dress) de Sam Pillsbury : l'avocat de Joan
- 2002 : Jinnah - On Crime: Pizza 911 de Brad Turner : Roger Sanderson
- 2002 : Le Prix de la santé (Damaged Care) de Harry Winer : Dr Avery Principle
- 2002 : Une question de courage (Door to Door) de Steven Schachter : Peter Schaefer
- 2003 : Behind the Camera: The Unauthorized Story of 'Three's Company' de Jason Ensler : Ira Denmark
- 2003 : Jinnah: On Crime - White Knight, Black Widow de Brad Turner : Morris Abrahms
- 2004 : Behind the Camera: The Unauthorized Story of 'Charlie's Angels de Francine McDougall : le vice-président de la publicité
- 2005 : Katya : Victime de la mode (Confessions of a Sociopathic Social Climber) de Dana Lustig : Stan
- 2005 : Behind the Camera: The Unauthorized Story of Mork & Mindy de Neill Fearnley : Ira Denmark
- 2006 : Fascination criminelle (A Job to Kill For) de Bill Corcoran : Seth Frankel
- 2006 : Totally Awesome de Neal Brennan : l'agent Johnson
- 2006 : The Accidental Witness de Kristoffer Tabori : David Brunel
- 2007 : Dans la peau d'une ronde (To Be Fat Like Me) de Douglas Barr : M. Johnson
- 2007 : Une erreur de jeunesse (Passion's Web) d'Allan Harmon
- 2007 : Luna, l'orque (Luna: Spirit of the Whale) de Don McBrearty : Murray Novak
- 2007 : Pluie infernale (Anna's Storm) de Kristoffer Tabori : Marty Durant
- 2007 : Revanche de femme (Write & Wrong) de Graeme Clifford : Lev Jordanson
- 2007 : La Voleuse de Noël (Christmas Caper) de David Winkler : Brian Cooper
- 2008 : La Terreur du Loch Ness (Beyond Loch Ness) de Paul Ziller : le scientifique #1
- 2008 : À la recherche de M. Parfait (Making Mr. Right) de Paul Fox : Bobby
- 2008 : Gym Teacher: The Movie de Paul Dinello : le professeur de gym
- 2008 : La Colère de Ba'al (Ba'al) de Paul Ziller : Risko
- 2009 : La Malédiction de Beaver Mills (Wyvern) de Steven R. Monroe : Dr David Yates
- 2009 : À l'aube du dernier jour (Polar Storm) Paul Ziller : Lou Vanetti
- 2009 : Un mariage sous surveillance (Sight Unseen) de Sight Unseen : Jonathan Brooks
- 2009 : Tales of an Urban Indian de Neill Fearnley : Paul
- 2010 : Stonehenge Apocalypse de Paul Ziller : David
- 2011 : Ghost Storm de Paul Ziller : Doug
- 2011 : Astéroïde (Collision Earth) de Paul Ziller : Marshall Donnington
- 2011 : Mega Cyclone de Sheldon Wilson : Rod
- 2011 : Un demi-siècle nous sépare (The Edge of the Garden) de Michael M. Scott : Thomas Hargrave
- 2011 : Mes parrains sont magiques, le film : Grandis Timmy (A Fairly Odd Movie: Grow Up, Timmy Turner!) de Savage Steve Holland : Denzel Crocker
- 2011 : The Terror Beneath de Paul Ziller
- 2012 : L'Insupportable Soupçon (A Killer Among Us) de Bradley Walsh : le policier Reed
- 2012 : La Onzième Victime (The Eleventh Victim) de Mike Rohl : Matt Leonard
- 2012 : Mes parrains fêtent Noël (A Fairly Odd Christmas) de Savage Steve Holland : Denzel Crocker
- 2013 : Tom, Dick & Harriet de Kristoffer Tabori : Brad
- 2014 : Amour toujours (For Better or for Worse) de Marita Grabiak : Logan
- 2014 : Mes parrains sont magiques : Aloha ! (A Fairly Odd Summer) de Savage Steve Holland : Crocker (voix)
- 2014 : Joyeux Noël Grumpy Cat ! (Grumpy Cat's Worst Christmas Ever) de Tim Hill : Marcus Crabtree
- 2015 : La Boutique des Secrets : la Chambre maudite (Garage Sale Mystery : The Deadly Room) de  Peter DeLuise : Peter
- 2015 : L'Escapade de Noël (A Christmas Detour) de Ron Oliver : Frank Harper
- 2015 : Monsterville : Le Couloir des horreurs (R.L. Stine's Monsterville: Cabinet of Souls) de Peter DeLuise : le maire
- 2015 : Radio romance (Love on the Air) de Kristoffer Tabori : Scott Ryder
- 2016 : Arrêtez ce mariage ! (Stop the Wedding) de Anne Wheeler : Jake
- 2016 : Le Déshonneur de ma fille (My Daughter's Disgrace) de Monika Mitchell : David Harris
- 2016 : Les Secrets du passé (Secrets in the Attic) de Paul Shapiro : Eric Benson
- 2016 : On a kidnappé mon mari (Abducted Love) de Brenton Spencer : Mel Davidson
- 2017 : La Vie rêvée de Gwen (The Birthday Wish) de Peter DeLuise : Bruce
- 2017 : Petits Meurtres et Pâtisserie : Un meurtre sous les projecteurs (Murder, She Baked: Just Desserts) de Kristoffer Tabori : Mason Kimball
- 2017 : At Home in Mitford de Gary Harvey : Hal Owens
- 2017 : Une coach pour Noël (A Joyous Christmas) d'Allan Harmon : David
- 2019 : Passion au ranch (A Feeling of Home) de Richard Gabai : Carrington
- 2019 : Surveillance de Patricia Riggen : Wes Auburn
- 2020 : Jalousie entre voisines (The Neighbor in the Window) de Menhaj Huda : Alan

#### Séries télévisées
- 1990 : Le Ranch de l'espoir (Neon Rider) (saison 1, épisode 24 : Running Man)
- 1993-1995 : X-Files : Aux frontières du réel (X-Files) : le jeune Officier / Vosberg / jeune Agent (3 épisodes)
- 1995 : Madison : Eric (saison 3, épisode 10 : Can't Get No Satisfaction)
- 1996 : Au-delà du réel : L'aventure continue (The Outer Limits) (saison 2, épisode 17 : Paradise) : le député
- 1998 : Traques sur internet (The Net) : Billy (saison 1, épisode 8 : Jump Vector)
- 1998 : La Nouvelle Famille Addams (The New Addams Family) : Hubert Peterson (saison 1, épisode 5 : New Neighbors Meet the Addams Family)
- 1999 : Millennium : le technicien du FBI (saison 3, épisode 11 : Collateral Damage)
- 1999 : Au-delà du réel : L'aventure continue (The Outer Limits) (saison 5, épisode 16 : Déjà-Vu) : Joe Oakridge
- 1999 : Coroner Da Vinci (Da Vinci's Inquest) : l'homme à la tête rouge (2 épisodes)
- 1999 : Lexx : le gâteau aux fruits (saison 2, épisode 14 : Patches in the Sky)
- 1999 : La Loi du colt (Dead Man's Gun) : Arch Friggins (saison 2, épisode 22 : A Just Reward)
- 1999-2000 : Hope Island : Kevin Mitchum (22 épisodes)
- 2000 : Cœurs rebelles (Higher Ground) : Sam (saison 1, épisode 3 : Walking the Line)
- 2000 : Hollywood Off-Ramp (saison 1, épisode 18 : Judgement Day)
- 2000 : Unité 9 (Level 9) : Justin Taylor (saison 1, épisode 7 : A Price to Pay)
- 2001 : Au-delà du réel : L'aventure continue (The Outer Limits) (saison 7, épisode 8 : Think Like a Dinosaur) : Will Carson
- 2001-2002 : Pasadena : Derek (2 épisodes)
- 2002 : Tom Stone : Ed (saison 2, épisode 3 : Cold Comfort)
- 2002-2003 : John Doe : Stu (13 épisodes)
- 2003 : Smallville : Dr Marcus (saison 2, épisode 22 : Calling)
- 2003 : Dead Like Me : Dave Romain (saison 1, épisode 1)
- 2003 : Dead Zone : Stemple (saison 2, épisode 15 : Deja Voodoo)
- 2003 : Alienated : Constable Cooper (saison 1, épisode 7 : Nine One One)
- 2004 : Tru Calling : Compte à rebours (Tru Calling) : Curtis Connor (saison 1, épisode 10 : Reunion)
- 2004 : The Days : Dan Fallon (2 épisodes)
- 2004-2005 : Stargate SG-1 : Cameron Balinsky (2 épisodes)
- 2005 : Esprits criminels (Criminal Minds : David Woodland (saison 1, épisode 1 : Extreme Aggressor)
- 2006 : Kyle XY : Mark (saison 1, épisode 3 : The Lies That Bind)
- 2006-2007 : The L Word : Mitch (5 épisodes)
- 2007 : Falcon Beach : Ethan Ross (saison 2, épisode 2 : Strawberry Social Reject)
- 2007 : Eureka : Dr Aaron Finn (saison 2, épisode 5 : Duck, Duck Goose)
- 2007 : Zixx: Level Three : Lance Champion
- 2008 : The Guard : Ted (3 épisodes)
- 2008 : Smallville : Macy, le bijoutier (saison 8, épisode 5 : Committed)
- 2009 : Harper's Island : Richard Allen (mini-série, 7 épisodes)
- 2009 : The Troop : Ted (2 épisodes)
- 2010 : Tower Prep : Math (saison 1, épisode 1 : New Kid)
- 2011 : White Collar Poet : Richard « Rich » Scribe (8 épisodes)
- 2012 : Fringe : Brian Bauer (saison 4, épisode 18 : The Consultant)
- 2012 : Supernatural : Professeur Ludensky (saison 8, épisode 4 : Bitten)
- 2013 : Rogue Files: Reparation : Dr Parsons (mini-série, 2 épisodes)
- 2014 : Intruders : Simon O'Donnell (saison 1, épisode 2 : And Here... You Must Listen)
- 2014 : Parked : Jesse (14 épisodes)
- 2015 : La Boutique des secrets (Garage Sale Mysteries) : Peter (saison 1, épisode 3 : The Deadly Room)
- 2015-2016 : Motive : le sergent Gavin Saunders (7 épisodes)
- 2015-2017 : Girlfriends' Guide to Divorce : Mitchell (7 épisodes)
- 2016 : Zoo : Dr Vickers (2 épisodes)
- 2016 : The Switch : Peter A. Flueckiger, le président d'Atlantis (saison 1, épisode 2 : Funemployment)
- 2016 : The Quiet Canadians: The Web Series : Bains (saison 1, épisode 1 : Pilot)
- 2016 : Les Voyageurs du temps (Travelers : le commandant Gleason (2 épisodes)
- 2016 : Dirk Gently, détective holistique (Dirk Gently's Holistic Detective Agency) : l'agent Weedle (6 épisodes)
- 2017 : Petits Meurtres et Pâtisserie (Murder, She Baked) : Mason Kimball (saison 1, épisode 5 : Just Desserts)
- 2017 : Rogue (5 épisodes)
- 2018 : Altered Carbon : le réalisateur Nyman (saison 1, épisode 2 : Fallen Angel)
- 2018 : The Magicians : Dr Walton (2 épisodes)
- 2018 : The Arrangement : Vic (saison 2, épisode 1 : The Long Game)
- 2018 : Good Doctor (The Good Doctor) : Sam DeLeon (saison 2, épisode 5 : Carrots)
- 2018-2019 : Morning Show Mysteries : Lance (mini-série, 6 épisodes)
- 2019 : Unspeakable : Lawrence Hartley (mini-série, 8 épisodes)
- 2019 : The InBetween : Shane Vogel (saison 1, épisode 3 : Where the Shadows Fall)
- 2019 : Les Enfants Maudits (V.C. Andrews' Heaven) : Cleeve VanVoreen (mini-série, épisode 5 : Web of Dreams)
- 2019 : Get Shorty : le partenaire de Mischka (2 épisodes)
- 2020 : Mystery 101 : Dwight Merrill (saison 1, épisode 5 : An Education in Murder)
- 2020 : When the Street Lights Go On : M. Jablonski (mini-série, 3 épisodes)
- 2020 : The Twilight Zone : La Quatrième Dimension (The Twilight Zone) : Directeur de casting (saison 2, épisode 3 : The Who of You)
- 2021 : Two Sentence Horror Stories : Principal Meyers (saison 3, épisode 2 : Elliot)
- 2021 : Le cœur a ses raisons (When Calls the Heart) : le surveillant général Andrew Hargreaves (2 épisodes)
- 2021 : Aurora Teagarden Mysteries : Ben Avery (saison 1, épisode 15 : Aurora Teagarden Mysteries: How to Con A Con)